# Шарчоб
Шарчоб (дзонг-кэ ཤར་ཕྱོགས་, вайли shar-phyogs, лат. Sharchop) — народ, проживающий в юго-восточной и южной Азии. Наибольшее распространение имеют в центральном и западном Бутане, где они составляют 20 процентов от общего населения. Они разговаривают на языке цангла, который так же распространён у народов южного Тибета. Этому народу наиболее близка культура Тибета и его жителей, которую они переняли в результате длительного контакта с ними. Большинство шарчоб исповедует тибетский буддизм и анимизм.